# Bovaro del bernese
Il Bovaro del Bernese è un grande cane appartenente alla categoria dei bovari svizzeri, tricolore a pelo lungo, di grossa taglia, robusto ed agile, con arti vigorosi, originario delle campagne centrali della Svizzera e delle Prealpi Bernesi.
In origine cane da guardia, traino e custodia di mandrie nel cantone di Berna, oggi è un cane di utilità e soprattutto da famiglia.
Già i vasi decorati di epoca imperiale romana mostrano un cane che ricorda molto nella forma e nel colore il Bovaro del Bernese, che si ritiene quindi provenire da quell'antica origine: è molto probabile che il Bernese sia uno dei progenitori del Cane di San Bernardo e di qualche altro molosso, tra cui ad esempio il moderno Rottweiler.
L'allevamento in purezza della razza inizia nel 1907 da parte di allevatori della regione di Burgdorf. Nel 1910, a Burgdorf, in occasione di una mostra cinofila, i contadini della regione riuscirono già a presentare ben 107 soggetti. Da quel momento la razza fu denominata "Bovaro del Bernese". Alla fine degli anni '40 sono documentati alcuni incroci con dei Terranova per meglio stabilizzare la razza. La durata media della vita di questa razza è di soli 7 anni, sebbene - qualora il cane sia tenuto bene - possa arrivare ai 12-13 anni.

## Carattere
Il carattere di questo cane è molto equilibrato ed affettuoso. Sa quando essere diffidente con gli estranei,  non risultando infatti mai inutilmente aggressivo; diventa molto giocoso e protettivo nei confronti del nucleo famigliare e dei bambini, anche per questo viene detto il "cane babysitter". 
Lo si può genericamente definire un cane dalla triplice attitudine (guardia, difesa e compagnia). Tendenzialmente, a differenza della maggior parte dei cani, si affeziona visceralmente e obbedisce anche a due persone del suo nucleo famigliare che identifica come "padroni", e questo indipendentemente dalla loro età; infatti molti bovari scelgono come loro padroni dei ragazzini, dai quali non si vorranno mai separare e a cui riserveranno sempre una pura e semplice fedeltà assoluta. Bisogna inoltre riconoscere al Bovaro del Bernese l'innata attitudine per l'apprendimento dei comandi basilari come anche dei comandi più difficili. Socializza piuttosto bene con altri suoi simili, tuttavia in alcuni casi potrebbe servire del tempo per farlo socializzare bene con altri cani.
È una razza che, a dispetto delle sue grosse dimensioni si adatta perfettamente: sia alla vita in giardino, dove sfoga la sua esuberanza; che anche alla vita in casa, dove trae grosso giovamento dalla simbiosi che istaura con chi riconosce come padrone.

## Cucciolo
Il cucciolo di Bovaro del Bernese ha un comportamento del tutto caratteristico, che lo porta a dormire per buona parte della giornata, dedicando le ore di veglia a esplorare l'ambiente, a mangiare, a fare i bisogni e giocare. Ai cuccioli bastano pochi minuti di gioco per stancarsi molto; infatti, dopo essere stati coccolati ed essersi rotolati per terra, i cuccioli di Bovaro del Bernese cadono in un profondo sonno per diverse ore. Durante questi lunghi sonni è preferibile non svegliarli o prenderli in braccio, in quanto dormendo crescono, irrobustiscono le difese e recuperano molte energie.

## Salute
Il Bovaro del Bernese è un cane da sottoporre regolarmente ad un check up dal veterinario, poiché potrebbe sviluppare alcuni problemi tra cui displasie all'anca, malattia di Von Willebrand, tumori e patologie gastroenterologiche. La sua difficile assimilazione proteica tra la trasformazione da chimo in bolo degli alimenti durante la funzione enzimatica porta ad un maggiore rilascio di acidi da parte dello stomaco producendo delle cirrosi e infiammazione nel tratto intestinale sino ad avere anche nei cani più giovani un indebolimento fisico e un forte problema nel trattenere le feci, molto spesso liquide.